# Campo sportivo di Chiesanuova
El Campo sportivo di Chiesanuova es un estadio de fútbol ubicado en Chiesanuova, San Marino. El estadio tiene capacidad para 1000 espectadores.